# Jorge Mariné
Jorge o Jordi Mariné Tarés  (Viñols y Archs, Tarragona, 24 de septiembre de 1941-Cambrils, Tarragona, 22 de febrero de 2025) fue un ciclista olímpico español, profesional entre 1966 y 1970. Posteriormente se ha destacado como dirigente deportivo, presidiendo la Federación Catalana de Ciclismo entre 2000 y 2004.

## Biografía

### Trayectoria deportiva

#### Amateur
Se inició en el ciclismo en las filas del Reus Ploms-Derbi. Corrió con licencia amateur desde 1959 hasta 1965, logrando un total de 45 victorias. Entre estas destacan los campeonatos de Cataluña de principiantes (1960) y de fondo en carretera (1962), así como el subcampeonato de España de principiantes (1960). Fue séptimo clasificado en el Tour del Porvenir de 1965, logrando la victoria por equipos.
De su etapa como aficionado destaca también su participación en tres Campeonatos Mundiales de Ciclismo en Ruta en categoría amateur (1962, 1964 y 1965) y en los Juegos Olímpicos de Tokio 1964.

#### Profesional
Posteriormente fue profesional, de 1966 a 1970. De esta etapa destaca su victoria de etapa en la Midi Libre (1967), el Campeonato de España por regiones con el equipo de Cataluña (1968) y el Gran Premio de la Montaña de la Semana Catalana (1969), entre otros éxitos. Como profesional participó en las tres grandes vueltas, Tour de Francia, Giro de Italia y Vuelta a España, y en dos Mundiales de Ruta (1969 y 1970).

#### Director deportivo
La temporada 1971 fue director deportivo del equipo Werner TV, junto con José Antonio Momeñe, siendo su mayor éxito la victoria en la clasificación por equipos en la Vuelta a España.

### Trayectoria como dirigente deportivo
Tras su retirada se afincó definitivamente en Cambrils, donde regentó un establecimiento comercial dedicado al ciclismo. En 1973 fundó la Peña Cicloturista de Cambrils, que presidió durante casi dos décadas. Entre 1979 y 1983 fue concejal del municipio y responsable de la política municipal en el ámbito deportivo.
Fue vocal de la junta directiva de la Federación Española de Ciclismo (1970-1971), como representante de los ciclistas profesionales, y posteriormente fue director deportivo de la Federación (1971-1974). Presidió la Federación Catalana de Ciclismo de 2000 a 2004, y durante este período regresó a la junta directiva de la Federación Española como vicepresidente (2000-03).

## Palmarés
1961 (como amateur)
- GP Cataluña

1962 (como amateur)
- Campeonato de Cataluña de fondo en carretera amateur

1964 (como amateur)
- GP Cuprosan

1966
- 3º en el GP Leganés

1967
- 2º en el GP Leganés
- 3º en la GP Primavera
- 3º en el GP Llodio
- Clasificación de las metas volantes de la Volta a Cataluña

1968
- Campeón de España por Regiones
- Clasificación de las metas volantes de la Volta a Cataluña

1969
- Clasificación de la montaña de la Semana Catalana
- 2º en la Vuelta a Andalucía
- 2º en el Trofeo Luis Puig
- 3º en el GP Muñecas de Famosa
- 1 etapa de la Vuelta a Castellón

1970
- 2º en el GP Muñecas de Famosa

## Resultados en Grandes Vueltas y Campeonato del Mundo
Durante su trayectoria deportiva profesional ha conseguido los siguientes puestos en las grandes vueltas ciclistas y Campeonatos del Mundo de Ciclismo en ruta:
| Carrera         | 1966 | 1967 | 1968 | 1969 | 1970 |
| --------------- | ---- | ---- | ---- | ---- | ---- |
| Giro de Italia  | -    | -    | -    | -    | Ab.  |
| Tour de Francia | -    | 56.º | -    | -    | -    |
| Vuelta a España | 27º  | -    | -    | 17º  | 56.º |
| Mundial en Ruta | -    | -    | -    | Ab.  | -    |

-: no participa

Ab.: abandono

## Equipos
Amateur
- Reus Ploms-Derbi (1959-60)
- Club Ciclista Castalia-Faema (1961-62)
- Ferrys (1963-65)

Profesional
- Fagor (1966-68)
- Pepsi (1969)
- La Casera-Peña Bahamontes (1970)

## Premios y reconocimientos
- Medalla de Plata al Mérito Deportivo de la Delegación Nacional de Educación Física y Deportes (1964)[5]
- Insignia de oro y brillantes de la Federación Española de Ciclismo (2006)